# عبد الكريم بن صالح الحميد
عبد الكريم بن صالح الحميد

## نشأته وتعليمه
ولد في الخمسينات الهجرية وله من الأبناء ابنان وهما / محمد ـ النجل الأكبر ـ وأحمد .. وثلاث بنات أصغرهن / شريفة، ولها من السن / سنة واحدة وثمانية أشهر .. متزوج من هيلة القيصر ـ منذ منتصف العام 2010.
درَس في معهد بريدة العلمي إبان تأسيسه، ثم تخرج منه ليصبح معلماً في شركة أرامكو في المنطقة الشرقية ثم بدأ في مستهل التسعينات الهجرية بحضور مجالس الإخوان في بريدة الذي كان يتزعمهم الشيخ فهد بن عبيد آل عبد المحسن. طلب العلم بعد ذلك على يد الشيخ محمد بن صالح المطوع، وكذلك الشيخ فهد العبيد، وقد لازمه لأكثر من عشر سنوات، وأيضاً الشيخ محمد السكيتي وآخرين.
له رسائل تناقش قضايا علمية بينه وبين بعض المشايخ في بعض المسائل، كمسألة الصور، ودوران الأرض، والوصول إلى القمر حيث جرت بينه وبين الشيخ ابن عثيمين مراسلات عدة في ذلك. سجن في مباحث بريدة عام 1407هـ ؛لتطرقه لبعض الأمور السياسية ومكث في السجن عدة أسابيع ثم أفرج عنه، غير أنه منع فوراً من إمامة المسجد والدروس وإصدار الكتب والبيانات الجهادية الحماسية .
وقال مادحاً هذا الدين:
ما أجمل الدين الذي صرنا به *** *** بين الهدايةِ والضلال نفرقُ!
ومن أبياته قوله عن أسرى كوبا وغيرهم من أسرى المسلمين داعياً لهم بالفرج العاجل (منظومة الاستبشار بالانتصار على الكفار، الصفحة الأخيرة):
يا ربّ أسرى المسلمينَ تولهُـمْ *** *** برعايةٍ وعـنـايةٍ وأمـانِ
يا ربّ فرّج كربَهم وهمومَهُــمْ *** *** أنتَ الرجـا لإغاثـة اللهفــانِ
•له الكثير من البيانات والمنظومات في الأحداث:
- مناصرة الطالبان في تحطيمهم لأصنام بوذا ..
- إن تنصروا الله ينصركم ( بيان حول نصرة الطالبان والمجاهدين العرب ) ــ طبع عبر الشبكة بعدة لغات / بشتو وفارسي وإنجليزي وأخرى ، ووزع في أفغانستان وإيران وباكستان وفي دول الخليج ــ ..
- مركب النجاة ( بيان حول أهمية ووجوب الأمر بالمعروف والنهي عن المنكر ) ..
- نداء إلى حكام العرب ..
- ليس لنا مثل السوء . (توطئة لعودة حكم الإسلام لمجاهدي الأفغان) ..
- حيل مقارنة لسوء العمل ..
- أيها الزنادقة: مهلاً عن الجبار مهلاً! ..
- معرفة الحق لأهله .. ( رسالة إلى الإمارة الإسلامية في أفغانستان خصوصاً وإلى غيرها عموماً ) ــ طبعت عبر الشبكة بعدة لغات / بشتو وفارسي وإنجليزي وأخرى، ووزع في أفغانستان وإيران وباكستان وفي دول الخليج ــ ..
- العز المفقود والأمل المنشود ( بيان حول قضية المسجد الأقصى وفلسطين ) ..
- نصيحة وذكرى للفلسطينيين خصوصاً وللمسلمين والعرب عموماً ..
- منظومة ( المنهج المسدد ) ــ أكثر من مائة بيت ــ ..
- منظومة ( نداء التوبة ) ــ أكثر من مائة بيت ــ ..
- منظومة ( جلاء الصراط المستقيم ) ــ أكثر من مائة بيت ــ ..
- منظومة ( الاستبشار بالانتصار على الكفار ) ــ أكثر من مائة بيت ــ ..

1. له من المؤلفات التي أوقفها على نصرة الدين والدعوة إليه مايتجاوز المائة والعشرين مؤلفاً ـ قام بحصر مائتها الأخ الراحل / خالد المهيلب ـ ت 1419هـ ، ـ .. فمنها ماهو مطبوع ومنها ماهو في طريقه إلى الطبع ومنها ماهو مخطوط .. وهذا سرد لبعض منها ـ مرتبة حسب الحروف الأبجدية ـ :

- إبطال دعوى الخروج ليأجوج ومأجوج ( رد على من تأول أوروبا والصين وغيرهم بأنهم يأجوج ومأجوج ) ..
- الإبطال والرفض على من تجرأ على ( كشف الشبهات ) بالنقض ــ ردّ على / حسن فرحان المالكي ــ .. ـ مجلد ـ ..
- الإتحاف بعقيدة الأسلاف والتحذير من جهمية السقاف ــ مجلد كبير ــ ..
- أحداث صحبة الأحداث .
- إحسان سلوك العبد المملوك إلى ملك الملوك ــ مجلد كبير ــ ..
- الأدب بين زخارف الأقوال وعبودية ذي الجلال ــ مجلد ــ ..
- أضواء المسارج لبيان جور التعليقات على المدارج ( رد على تعليقات جزئية للفقي على مدارج السالكين لابن القيم ) ..
- إعانة المتعالي لرد كيد الغزالي ..
- إقامة الحجة والبرهان على من زعم أن الله في كل مكان ..
- إلجام الأقلام عن التعرض للأمة الأعلام ..
- إنارة الدرب لما في تفسير سيد قطب من آثار الغرب ..
- الإنكار على من لم يعتقد خلود وتأبيد الكفار في النار ــ مجلد ــ ..
- بيان العلم الأصيل والمزاحم الدخيل ..
- تصحيح الأفهام لمراد شيخ الإسلام ( في مسألة الدخول في البرلمانات ) ..
- التوسل بالقبور ضلال وغرور ..
- التوطئة للدجال ..
- ثمار يانعة وتعليقات نافعة ..
- جالب السرور لربات الخدور ــ نصائح تربوية للنساء حول الحجاب والخروج للأسواق ــ ..
- جواب الأمريكيين ببيان عزة المسلمين وذلة الكافرين ( رد على بيان المثقفين الأمريكيين / على أي أساس نقاتل ؟! ) ..
- الحب في الله ..[1]
- الحضارة الغربية ..
- الحق المستبين لبيان ضلال اللحيدي حسين.
- الحق الدامغ للدعوي لدحض مزاعم القرضاوي ــ مجلد متوسط ــ ..
- دش ودين كيف يجتمعانِ! ..
- دعوى الإصلاح ..
- دعوى وصول القمر ( الإبطال بالأدلة النقلية والعقلية للوصول إلى القمر ) ..
- دواء العشاق ..
- ذم التفريط الباطل والإفراط العاطل ..
- السراج لكشف ظلمات الشرك في مدخل ابن الحاج ..
- الشناعة على من رد أحاديث الشفاعة ..
- العلم الذي يستحق أن يسمى علماً ..
- عوائق في طريق العبودية ..
- عيوب تشييد البناء في دار الفناء ..
- الفرقان في بيان إعجاز القرآن ــ مجلد كبير ــ ..
- الكافي في التحذير من مضلات القوافي ( رد على أبيات شركية للشاعر أحمد شوقي) ..
- الكسوف والخسوف ..
- المخاطر الأربع ..
- مختصر تفسير المفصل ..
- مطالب الطالب ومثالب الناكب ..
- مقدمات الدجال ..
- معاول الحق تهدم بنيان الباطل ..
- معرفة الكبير المتعال بالعظمة والجلال والكمال ..
- ملامح الجهمية ( رد على حسن فرحان المالكي وأتباعه) ..
- نظرات في مؤلفات الغزالي ..
- نور البصيرة والبصر في مسائل القضاء والقدر ( شرح تائية شيخ الإسلام ) ..
- هداية الحيران في مسألة الدوران ( الإبطال بالأدلة النقلية والعقلية لنظرية دوران الأرض ) ..
- وحدة الوجود العصرية .. ( الإبطال بالأدلة النقلية والعقلية لنظرية داروين القاضية بأن أصل الإنسان من قرد ، والرد على كتاب الإنسان بين المادية والإسلام لمحمد قطب ) ــ ..
- الوعيد على أهل الغلو والتشديد ..

- محمد مسعد ياقوت